# Cratere Alberich
Alberich è un cratere sulla superficie di Umbriel.